# Mariscal Braun
O Mariscal Braun é um clube de futebol boliviano.
É um dos mais tradicionais clubes pequenos da cidade de La Paz. Manda seus jogos no Estádio Hernando Siles, com capacidade para 42 mil espectadores. 
Disputou por diversas vezes a Liga de Fútbol Profesional Boliviano. Atualmente encontra-se disputando a Copa Simón Bolívar.